# Rutidoderes cinctus
Rutidoderes cinctus is een rechtvleugelig insect uit de familie Pyrgomorphidae. De wetenschappelijke naam van deze soort is voor het eerst geldig gepubliceerd in 1929 door Sjöstedt.